# Paolo (console 512)
Flavio Paolo (latino: Flavius Paulus; fl. 512) è stato un politico bizantino.

## Biografia
Era figlio di Flavio Viviano e fratello di Adamanzio. Raggiunse il rango di patricius e poi il consolato, nel 512.
Per la propria elezione al consolato contrasse un debito di 1000 libbre d'oro con Zenodoto, debito che però non era in grado di ripagare in quanto il padre, famoso per la generosità dimostrata durante il proprio consolato, aveva ridotto le disponibilità familiari; fu allora l'imperatore Anastasio I a ripagare il debito, facendo dono di altre 1000 libbre d'oro a Paolo.
Cristiano devoto, Severo di Antiochia gli dedicò un trattato contro Eutiche.